# Destiny’s Child
Destiny’s Child – amerykańska grupa R&B. Tworzyły ją Beyoncé Knowles, Kelly Rowland i Michelle Williams.
Beyoncé i Kelly poznały się, gdy były jeszcze dziećmi, na początku lat dziewięćdziesiątych. W pierwszej połowie tego okresu ćwiczyły taniec i śpiew pod nadzorem Beyoncé. Wystąpiły m.in. w telewizyjnym pojedynku muzycznym „Star Search”, gdzie jako jedyne, grupowo wykonały piosenkę hip-hopową w historii tego programu. W drugiej połowie lat 90. pod nadzorem menedżera Matthew Knowlesa, ojca Beyoncé, bez skutku próbowały podpisać kontrakt z wytwórnią. Jednak w 1997 roku poznały Wyclefa Jeana i z jego pomocą zaczęły odnosić sukcesy komercyjne.
W 2000 roku, tuż przed premierą singla „Say My Name”, grupę opuściły LaTavia Roberson i LeToya Luckett, a na ich miejsce przyszły Farrah Franklin oraz Michelle Williams. Farrah Franklin odeszła z zespołu po trzech miesiącach z myślą o solowej karierze.
W 2002 roku po wydaniu albumu This is the Remix grupa zawiesiła swoją działalność, tłumacząc to chęcią wydania solowych albumów. Grupa reaktywowała się w 2004 roku z sukcesem płyty Destiny Fullfilled. W czerwcu 2005 roku po raz kolejny zespół ogłosił zakończenie działalności na rzecz solowych karier. Ostatnim albumem była wydana w październiku 2005 roku składanki największych przebojów #1’s promowaną singlem „Stand up for Love”.

## Dyskografia
Albumy studyjne
- Destiny’s Child (1998)
- The Writing’s on the Wall (1999)
- Survivor (2001)
- 8 Days of Christmas (2001)
- Destiny Fulfilled (2004)

## Trasy koncertowe
- 1998 – Boyz 2 Men Tour
- 1999 – TLC: FanMail Tour
- 2000 – Britney Spears’ Hawaii concert
- 2000 – Sears & Levis US Tour
- 2000 – European Tour
- 2002 – MTV’s TRL Tour
- 2002 – World Tour
- 2005 – Destiny Fulfilled… And Lovin’ It